# .pr
.pr је највиши Интернет домен државних кодова за Порторико.